# Wujin
Wujin (武进区; Pinyin: Wǔjìn Qū) ist ein chinesischer Stadtbezirk in der Provinz Jiangsu. Er gehört zum Verwaltungsgebiet der bezirksfreien Stadt Changzhou im Süden der Provinz. Er hat eine Fläche von 1065,26 Quadratkilometern und zählte per Ende des Jahres 2018 etwa 1.450.400 Einwohner.

## Geographie
Wujin liegt im Delta des Jangtsekiang. Das Relief ist eben und wird von zahlreichen Wasserläufen durchzogen.

## Bevölkerung
Am Ende des Jahres 2018 hatte Wujin eine registrierte Bevölkerung von 969.600 Einwohnern und eine ansässige Bevölkerung von 1.450.400 Einwohnern. Die Bevölkerungszählung des Jahres 2000 hatte für die damalige kreisfreie Stadt Wujin eine Gesamtbevölkerung von 1.420.204 Personen in 409.955 Haushalten ergeben, davon 719.200 Männer und 701.004 Frauen.

## Geschichte
Changzhou war bereits im Altertum ein politisches Zentrum, wovon die Ruinen der Siedlung Chunqiu Yancheng aus der Zeit der Frühlings- und Herbstannalen zeugen.

## Administrative Gliederung
Wujin hatte von 1995 bis zum Jahre 2002 den Status einer kreisfreien Stadt. Am 3. April 2002 genehmigte der Staatsrat die Umwandlung in einen Stadtbezirk, damals mit 23 Großgemeinden. Sieben der damals von Wujin verwalteten Großgemeinden wurden abgetrennt und dem Stadtbezirk Xinbei angegliedert. Am 28. April 2015 genehmigte der Staatsrat eine Gebietsreform in Changzhou, in deren Zuge der Stadtbezirk Qishuyan aufgelöst und dem Gebiet von Wujin zugeschlagen wurde. Im Zuge dieser Reform wurden einige Gemeinden vom neugeformten Bezirk Wujin auf die Nachbarbezirke Zhonglou, Xinbei und Tianning übertragen.
Der Stadtbezirk Wujin gliedert sich auf Gemeindeebene per Jahresende 2018 in drei Straßenviertel, elf Großgemeinden und einige staatliche Wirtschaftsgebiete. Diese sind:
- Straßenviertel Qishuyan (戚墅堰街道), Dingyan (丁堰街道), Lucheng (潞城街道)
- Großgemeinden Hutang (湖塘镇), Niutang (牛塘镇), Luoyang (洛阳镇), Yaoguan (遥观镇), Henglin (横林镇), Hengshanqiao (横山桥镇), Xueyan (雪堰镇), Qianhuang (前黄镇), Lijia (礼嘉镇), Jiaze (嘉泽镇), Huangli (湟里镇)
- Industriegebiet Wujin, High-tech-Park Wujin, Natur- und Erholungsgebiet Wutai-See, Taihu-Tourismusgebiet[4]

Der Regierungssitz von Wujin befindet sich in der Großgemeinde Hutang.

## Wirtschaft
Dank seiner Lange inmitten des Jangtse-Deltas hat Wujin eine sehr dichte Verkehrs-Infrastruktur. Es führen vier Eisenbahnlinien und fünf Autobahnen über das Territorium von Wujin.

## Söhne und Töchter der Stadt
In Wujin geboren wurden der Schriftsteller Li Boyuan (1867–1906), Zhao Zunyue (1898–1965), Propagandaminister der Neuorganisierten Regierung der Republik China, der Schriftsteller Gao Xiaosheng (1928–1999) und der Politiker Liu Qi (* 1942).